# Scandinavian Airlines Link
Scandinavian Airlines Link, eller SAS Link, är ett helägt dotterbolag till Scandinavian Airlines. Bolaget flyger endast produktion åt sitt moderbolag SAS. SAS Link har sitt operativa huvudkontor i Stockholm och flyger från baser i Köpenhamn och Bergen. (Se även SAS Group.)

## Historia
SAS startade sitt andra dotterbolag SAS Link 2022 efter att tidigare startat SAS Connect 2017. SAS Link startade i syfte att flyga kortare rutter med mellanstora flygplan på linjer där SAS egna plan är för stora. SAS Links verksamhet inleddes med baser i Köpenhamn och Bergen men med ambition att utöka antalet baser i framtiden. Det första planet levererades i april 2022, och totalt var fem flygplan levererade under 2022. De första mottagna planen var begagnade som tidigare flugit med bland annat brittiska Flybe .

## Flotta
13 september 2023 bestod SAS Links flotta av följande flygplan  :
| Flygplanstyp | Antal | Beställningar | Passagerare | Noter                                                    |
| ------------ | ----- | ------------- | ----------- | -------------------------------------------------------- |
| Embraer 195  | 4     | 0             | 114         | Flygs för Scandinavian Airlines. 3 stycken är parkerade. |
| Embraer 195  | 4     | 0             | 120         | Flygs för Scandinavian Airlines. 3 stycken är parkerade. |
| Embraer 195  | 2     | 0             | 122         | Flygs för Scandinavian Airlines. 3 stycken är parkerade. |
| Totalt       | 10    | 0             |             |                                                          |

Flygplanen har en snittålder på 14,5 år .

## Kritik
SAS grundade SAS Link i syfte att åstadkomma kostnadsbesparingar för moderbolaget . Precis som av SAS Connect möttes grundandet av kritik. SAS egna anställda kritiserade bolaget eftersom både SAS Connect och SAS Link ansågs ha betydligt sämre anställningsvillkor än moderbolaget.